# Ґоздув (Кольський повіт)
Ґоздув (пол. Gozdów) — село в Польщі, у гміні Костелець Кольського повіту Великопольського воєводства.
Населення — 615 осіб (2011).
У 1975-1998 роках село належало до Конінського воєводства.

## Демографія
Демографічна структура станом на 31 березня 2011 року:
|          | Загалом | Допрацездатний вік | Працездатний вік | Постпрацездатний вік |
| -------- | ------- | ------------------ | ---------------- | -------------------- |
| Чоловіки | 309     | 74                 | 199              | 36                   |
| Жінки    | 306     | 67                 | 167              | 72                   |
| Разом    | 615     | 141                | 366              | 108                  |